# Zach Duke
Pour les articles homonymes, voir Duke.
Zachary Thomas Duke (né le 19 avril 1983 à Clifton, Texas, États-Unis) est un lanceur de relève gaucher qui a joué dans la Ligue majeure de baseball de 2005 à 2019.
Lanceur partant de 2005 à 2010 avant de devenir releveur, Zach Duke représente sa première équipe, les Pirates de Pittsburgh, au match des étoiles 2009.

## Carrière

### Pirates de Pittsburgh

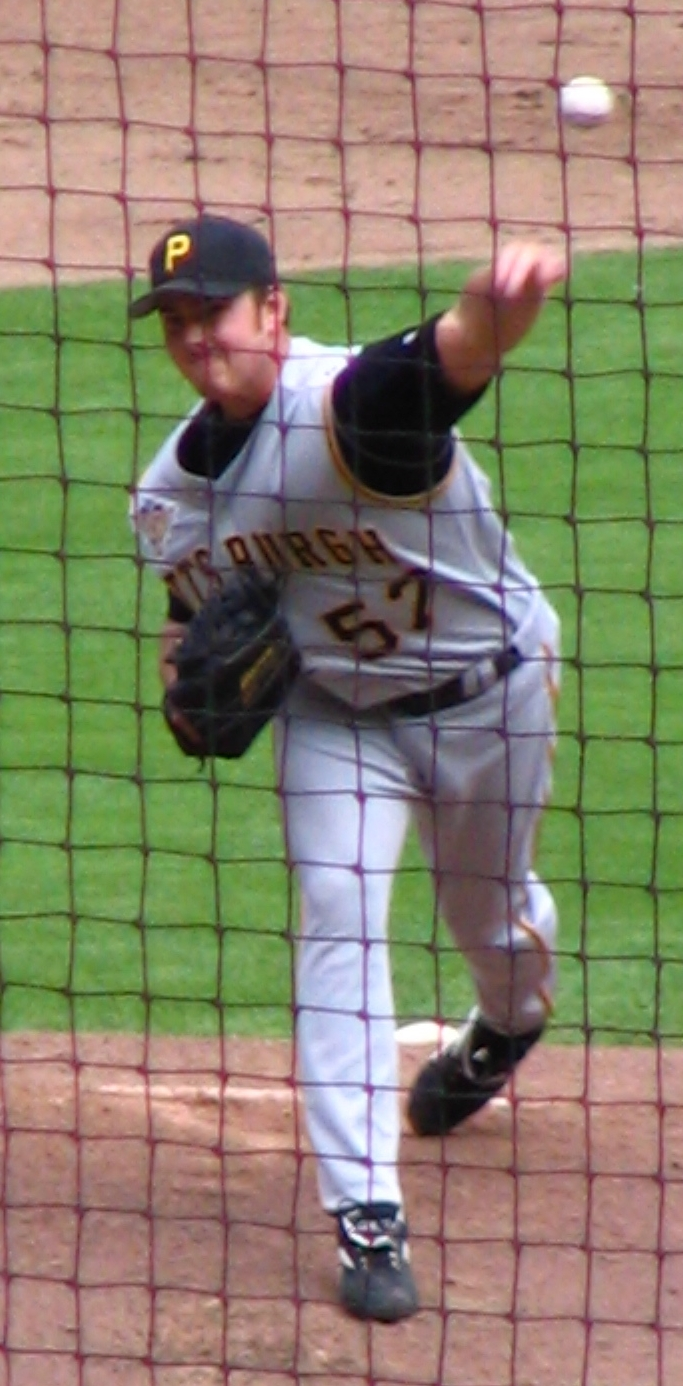
Zach Duke en 2006 avec les Pirates de Pittsburgh.

Zach Duke est repêché le 5 juin 2001 par les Pirates de Pittsburgh dès sa sortie de l'école secondaire, la Midway High School de Waco (Texas). Il commence son apprentissage en ligues mineures d'abord en ligue de recrues en 2002 puis avec les Crawdads de Hickory (A) en 2003. Il poursuit en 2004 avec Lynchburg (A) et Altoona (AA). Il est désigné meilleur lanceur de l'année en Carolina League.
Commençant la saison 2005 avec les Indians d'Indianapolis (AAA), Zack est appelé en Ligue majeure en juillet. Il fait ses débuts au plus haut niveau le 2 juillet. Il remporte le titre de recrue du mois de juillet 2005 dans la Ligue nationale lorsque après 6 départs, il compte 4 victoires contre aucune défaite et présente une moyenne de points mérités de 0,92. Dans les 60 années précédentes, seuls trois lanceurs ont réussi une moyenne inférieure à celle de Duke à leurs six premiers départs en ligues majeures : Fernando Valenzuela (0,33 en 1981), Dave Ferriss (0,50 en 1945) et Steve Rogers (0,88 en 1973). Zach termine cinquième du vote désignant le meilleur rookie de la saison.
En 2006, Zach connaît une saison fournie avec 215 manches lancées. C'est un record pour un lanceur des Pirates depuis la saison 2000. Zach est promu lanceur numéro un en 2007 mais sa saison est contrariée par une blessure l'écartant des terrains à partir du 1er juillet. Il revient progressivement au jeu à partir de la fin août avant de retrouver les ligues majeures le 15 septembre, toujours progressivement, en assurant d'abord quelques manches de relève, puis comme lanceur partant le 22 septembre.
La saison 2008 est décevante pour Duke qui enregistre 5 victoires pour 14 défaites en 31 parties comme lanceur partant. Suivent deux années avec une fiche perdante avec les Pirates, qui chaque fois terminent au dernier rang de leur division. 
Il est en remplacement du lanceur blessé Matt Cain des Giants de San Francisco ajouté à l'effectif de la Ligue nationale pour le match des étoiles 2009 à Saint-Louis, et ce malgré une fiche plutôt convenue de 8 victoires, 8 défaites et une moyenne de points mérités de 3,29 qui le place 15e parmi les lanceurs de la ligue. Duke ne finit d'ailleurs pas la saison avec des statistiques mémorables : malgré 11 victoires en 32 départs, il mène la Ligue nationale pour les défaites avec 16, et sa moyenne s'élève à 4,06 points mérités accordés par partie en 213 manches lancées. Il est néanmoins à la mi-saison le premier lanceur partant à représenter les Pirates à une partie d'étoiles depuis Denny Neagle en 1995.
En 2010, sa dernière saison entière comme lanceur partant, Duke remporte 8 victoires contre 15 défaites et sa moyenne de points mérités, en forte hausse, atteint 5,72 en 159 manches lancées.

### Diamondbacks de l'Arizona
Le 25 novembre 2010, Duke est échangé aux Diamondbacks de l'Arizona contre le lanceur droitier César Valdez. En 21 parties jouées, dont 9 matchs comme lanceur partant, il présente une moyenne de points mérités de 4,93 en 76 manches et deux tiers lancées pour les Diamondbacks de 2011. Il gagne trois parties, contre quatre défaites, et enregistre en relève un sauvetage pour la première fois depuis son arrivée dans le baseball majeur. Il n'est pas utilisé par Arizona dans les séries éliminatoires qui suivent.

### Nationals de Washington
Il signe le 27 janvier 2012 un contrat des ligues mineures avec les Astros de Houston. Il est libéré par les Astros le 27 mars durant le camp d'entraînement. Deux jours plus tard, il est mis sous contrat par les Nationals de Washington. Il effectue huit présences, toutes en relève, pour les Nationals en 2012 et affiche une moyenne de points mérités de 1,32 avec une victoire en 13 manches et deux tiers lancées.
Duke connaît un pénible départ en 2013 avec Washington : après un départ et 11 sorties en relève, sa moyenne de points mérités s'élève à 8,71 en 20 manches et deux tiers lancées. Il est libéré en juin.

### Reds de Cincinnati
Après avoir quitté Washington, il rejoint les Reds de Cincinnati pour terminer 2013. En 10 manches et deux tiers lancées lors de 14 sorties en relève pour sa nouvelle équipe, le gaucher n'alloue qu'un point mérité pour une moyenne de 0,84. Il complète 2013 avec une fiche d'une victoire, deux défaites et une moyenne de points mérités de 6,03 en 31 manches et un tiers lancées lors de 26 matchs pour les Nationals et les Reds.

### Brewers de Milwaukee
Le 15 janvier 2014, il rejoint les Brewers de Milwaukee sur un contrat des ligues mineures. Il relance sa carrière avec une excellente saison dans l'enclos de relève des Brewers. Il lance 58 manches et deux tiers en 73 apparitions au monticule : il enregistre 74 retraits sur des prises, soit 11,4 par tranche de 9 manches lancées, de loin sa meilleure performance du genre en carrière. Il remporte 5 victoires contre une défaite et maintient une moyenne de points mérités de 2,45.

### White Sox de Chicago

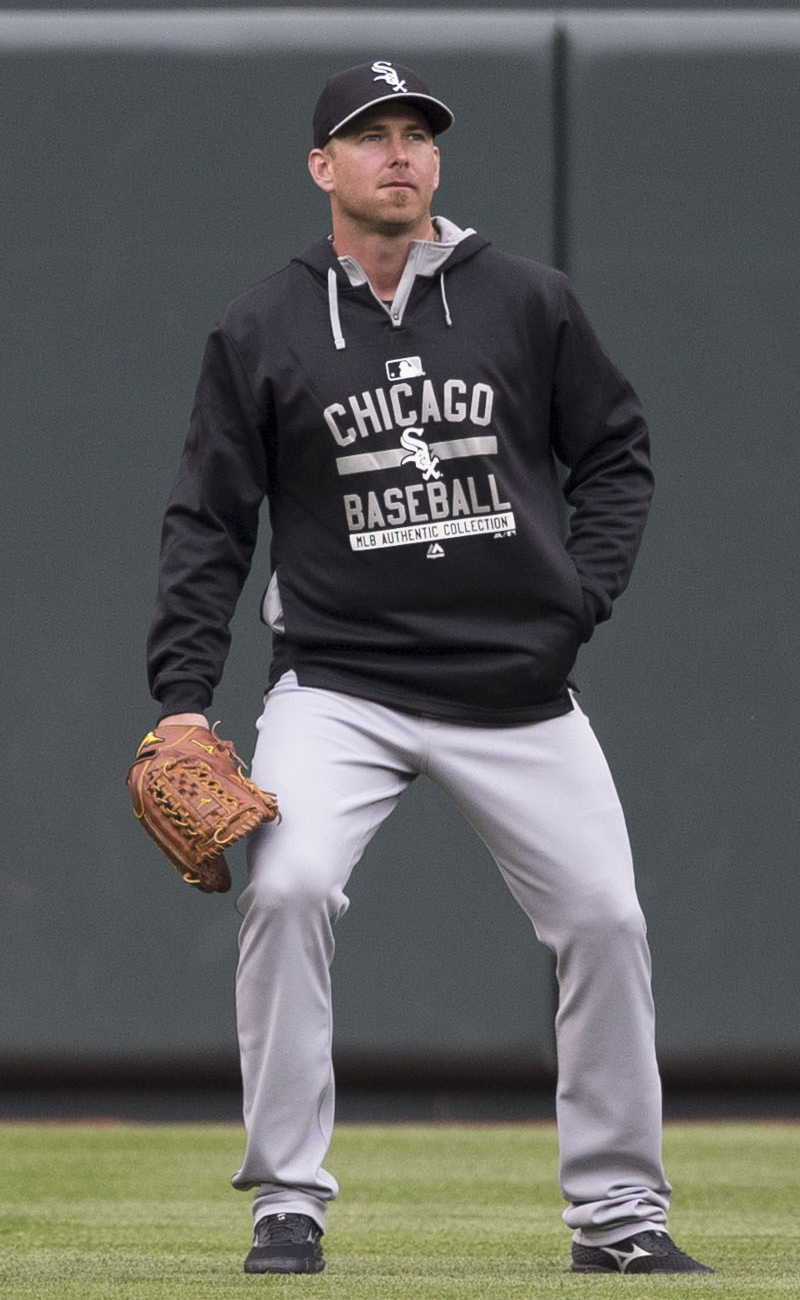
Zach Duke en 2015 avec les White Sox de Chicago.

Devenu agent libre après la saison 2014, l'excellente performance de Duke chez les Brewers lui permettent de décrocher un lucratif contrat pour un spécialiste gaucher : le 18 novembre 2014, il signe une entente de 15 millions de dollars pour 3 saisons avec les White Sox de Chicago.

### Cardinals de Saint-Louis
Duke passe aux Cardinals de Saint-Louis le 31 juillet 2016 dans un échange qui envoie au White Sox le joueur de champ extérieur Charlie Tilson.

### Twins du Minnesota
Le 26 décembre 2017, il signe un contrat d'un an avec les Twins du Minnesota.

## Statistiques
- En saison régulière

| Saison          | Équipe                 | Niveau | G   | V  | D  | IP     | SO  | ERA  |
| --------------- | ---------------------- | ------ | --- | -- | -- | ------ | --- | ---- |
| 2002            | GCL Pirates            | R      | 11  | 8  | 1  | 60,0   | 48  | 1,95 |
| 2003            | Hickory                | A      | 26  | 8  | 7  | 141,2  | 113 | 3,11 |
| 2004            | Lynchburg              | A      | 17  | 10 | 5  | 97,0   | 106 | 1,39 |
| 2004            | Altoona                | AA     | 9   | 5  | 1  | 51,1   | 36  | 1,58 |
| 2005            | Indianapolis           | AAA    | 16  | 12 | 3  | 108,0  | 66  | 2,92 |
| 2005            | Pittsburgh             | MLB    | 14  | 8  | 2  | 84,2   | 58  | 1,81 |
| 2006            | Pittsburgh             | MLB    | 34  | 10 | 15 | 215,1  | 117 | 4,47 |
| 2007            | GCL Pirates            | R      | 2   | 0  | 0  | 6,2    | 3   | 1,35 |
| 2007            | State College          | A      | 1   | 1  | 0  | 5,2    | 3   | 1,59 |
| 2007            | Indianapolis           | AAA    | 1   | 0  | 1  | 3,2    | 1   | 4,92 |
| 2007            | Pittsburgh             | MLB    | 20  | 3  | 8  | 107,1  | 41  | 5,53 |
| 2008            | Pittsburgh             | MLB    | 31  | 5  | 14 | 185,0  | 87  | 4,82 |
| 2009            | Pittsburgh             | MLB    | 32  | 11 | 16 | 213,0  | 106 | 4,06 |
| 2010            | Pittsburgh             | MLB    | 29  | 8  | 15 | 159,0  | 96  | 5,72 |
| 2011            | Arizona                | MLB    | 21  | 3  | 4  | 76,2   | 32  | 4,93 |
| 2012            | Washington             | MLB    | 8   | 1  | 0  | 13,2   | 10  | 1,32 |
| 2013            | Washington Cincinnati  | MLB    | 26  | 1  | 2  | 31,1   | 18  | 6,03 |
| 2014            | Milwaukee              | MLB    | 74  | 5  | 1  | 58,2   | 74  | 2,45 |
| 2015            | Chicago WS             | MLB    | 71  | 3  | 6  | 60,2   | 66  | 3,41 |
| 2016            | Chicago WS Saint-Louis | MLB    | 81  | 2  | 1  | 61,0   | 68  | 2,36 |
| 2017            | Saint-Louis            | MLB    | 27  | 1  | 1  | 18,1   | 12  | 3,93 |
| 2018            | Minnesota Seattle      | MLB    | 72  | 5  | 5  | 52,0   | 51  | 4,15 |
| Totaux Mineures |                        |        | 83  | 44 | 18 | 474,0  | 376 | 2,37 |
| Totaux MLB      |                        |        | 540 | 66 | 90 | 1336,2 | 836 | 4,30 |